# Neostichopus
Neostichopus is een geslacht van zeekomkommers uit de familie Stichopodidae. De wetenschappelijke naam van het geslacht werd in 1948 voorgesteld door Elisabeth Deichmann.

## Soorten
- Neostichopus grammatus (H.L. Clark, 1923)

Niet geaccepteerde naam:
- Neostichopus mollis (Hutton, 1872), geaccepteerd als Australostichopus mollis